# Onomastos ze Smyrny
Onomastos ze Smyrny (gr. Ὀνόμαστος) – starożytny grecki bokser, olimpijczyk.
Pochodził ze Smyrny w Azji Mniejszej. Pierwszy zwycięzca olimpijski w boksie po wprowadzeniu tej konkurencji do programu starożytnych igrzysk, co miało miejsce w 688 roku p.n.e. Niekiedy przypisywano mu również skodyfikowanie zasad tej dyscypliny sportowej.